# Macelognathus
Macelognathus vagans
Genre
Espèce
Synonymes
- † Nanosaurus victor

Macelognathus est un genre fossile de « reptiles » crocodylomorphes de la famille également éteinte des Hallopodidae. Le nom de genre est parfois orthographié de façon incorrecte : Macellognathus ou Marcellognathus.
Une seule espèce est rattachée au genre : Macelognathus vagans, décrite à l'origine par Othniel Charles Marsh en 1884.

## Présentation
Ses fossiles ne sont connus à ce jour qu'aux États-Unis dans différents niveaux de la formation géologique de Morrison. Ces sédiments sont datés du Jurassique supérieur, du Kimméridgien et du Tithonien, soit il y a environ entre 154,8 et 143,1 millions d'années.

## Historique
Macelognathus vagans a été d'abord été classé par Othniel Charles Marsh, son inventeur, comme une tortue en se basant sur un seul fragment de mâchoire découvert dans le Wyoming. En 1908, R. L. Moodie le considère comme un dinosaure, et ce n'est qu'en 1971 que le paléontologue américain John Ostrom le rapproche des crocodiliens. Des nouveaux fossiles attribués à cette espèce sont découverts au début du XXIe siècle et décrits en 2005 par U. Göhlich et ses collaborateurs comme des crocodylomorphes « sphénosuchiens ».
Une étude phylogénétique de 2017 le place comme un crocodylomorphe basal, au sein de la petite famille des Hallopodidae.

## Description

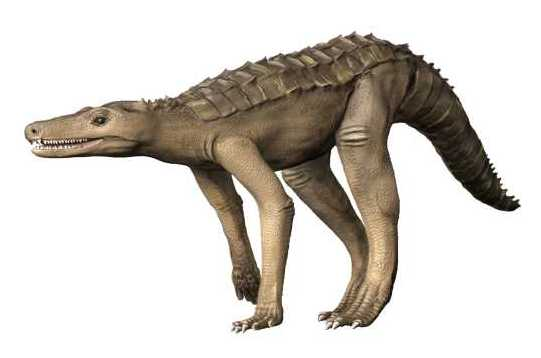
Vue d'artiste d'Hallopus victor,
un très proche parent (groupe frère) de Macelognathus vagans.

C'est un crocodylomorphe basal de taille assez modeste, de l'ordre de 1,20 à 1,90 mètre, avec une morphologie apparente de crocodiles « hauts sur pattes ». Il montre certaines analogies morphologiques avec les dinosaures Caenagnathidae, dont il est pourtant très éloigné, ce qui est considéré comme un exemple d'évolution convergente. 

## Classification
Au sein de la famille des Hallopodidae, Macelognathus est placé en groupe frère du genre contemporain Hallopus qui vivait également dans ce qui est aujourd'hui l'Ouest américain (Colorado),.
Il est assez proche également du troisième genre d'Hallopodidae : Almadasuchus, connu dans le Jurassique supérieur d’Argentine.